# Маладосць
«Маладосць» (рус. Молодость) — ежемесячный литературно-художественный и общественно-политический иллюстрированный журнал Союза писателей Белоруссии. Журнал публикует прозу, поэзию, публицистику, критические и литературоведческие статьи, рецензии и переводы. Тираж (конец 2022 года) — около 460 экземпляров.

## История
Издаётся с апреля 1953 года на белорусском языке в Минске. Вышло более 830 номеров.
В 2002—2012 годах входил в состав редакционно-издательского учреждения «Літаратура і Мастацтва», затем в составе редакционно-издательского учреждения "Издательский дом «Звязда». С 2021 года входит в состав издательства "Мастацкая літаратура"
С 1988 года до начала 2000-х издавалась серия "Бібліятэка часопіса «Маладосць» (12 книг в год), в которой вышли дебютные книги ряда белорусских писателей. Серия возобновлена в 2013 году.
С 2012 по 2019 года под обложкой «Маладосцi» также выходил старейший белорусскоязычный журнал для подростков «Бярозка».

## Главные редакторы
- Алексей Кулаковский (1953—1958)
- Пимен Панченко (1958—1966)
- Алесь Осипенко (1966—1972)
- Геннадий Буравкин (1972—1978)
- Василий Зуёнок (1978—1982)
- Анатолий Гречаников (1982—1991)
- Генрих Далидович (1991—2002)
- Раиса Боровикова (2002—2011)
- Татьяна Сивец (2012)
- Светлана Денисова (Вотинова) (2012—2021)[3]
- Ольга Рацевич (с 2021 г.)

## Сотрудники
В журнале работали Янка Брыль, Владимир Домашевич, Иван Сипаков, Вячеслав Адамчик, Микола Гиль, Михаил Стрельцов, Николай Аврамчик, Александр Жук, Александр Бадак.

## Содержание
Существуют постоянные рубрики «Поэзия», «Проза», «Переводы», «Критика». Появились новые разделы «Возвращение», «Cathedra», «Истфакт». В 70—80-е годы XX века в «Маладосці» были цветные вкладки, посвящённые белорусской живописи.

## Авторы
В журнале в разное время публиковались Якуб Колас, Пётр Бровка, Аркадий Кулешов, Янка Мавр, Иван Мележ, Иван Шамякин, Василий Быков, Владимир Короткевич, Максим Лужанин, Иван Чигринов, Янка Брыль, Василь Витка.

## Наиболее известные опубликованные произведения
- Василь Быков — «Журавлиный крик» (1960)
- Василь Быков — «Третья ракета» (1961)
- Василь Быков — «Альпийская баллада» (1963)
- Владимир Короткевич — «Дикая охота короля Стаха» (1964)
- Василь Быков — «Мёртвым не больно» (1965)
- Иван Шамякин — «Ах, Михалина, Михалина» (1966)
- Василь Быков — «Круглянский мост» (1968)
- Иван Чигринов — «Плач перепёлки» (1970)
- Владимир Короткевич — «Чёрный замок Ольшанский» (1979—1980)